# Miguel Domínguez
José Miguel Domínguez Alemán, född 14 januari 1756, troligen i Mexico City, död 22 april 1820 i Mexico City, var en mexikansk politiker och jurist. Han var suppleant i det så kallade triumviratet 1822 till 1824 och ledare efter Agustín de Iturbides abdikering.